# 사우로 (김포시)
사우로(沙隅路, Sau-ro)는 경기도 김포시 사우동에서 고촌읍 향산리까지 이어주는 김포시도로, 총 연장은 1.777km이다. 이름이 유래된 것은 행정구역명인 사우동을 이용하여 명명되었다.

## 주요 경유지
- 김포시
  - 사우동 - 고촌읍 (향산리)

## 접촉하는 도로
- 사우동로
- 태장로
- 상미로

## 주요 하천
- 계양천
- 김포대수로

## 주요 건물 및 시설
- 풍년마을현대아파트 (사우로 12/사우동 911)
- 풍년마을현대아파트 상가 (사우로 14/사우동 911)
- 사우초등학교 (사우로 20/사우동 907)
- 김포사우아이파크 (사우로 51/사우동 1481)
- 뒤란 치유농장 (사우로 145/사우동 64-7)